# Robert Hawkes
Pour les articles homonymes, voir Hawkes.
Robert Murray Hawkes (18 octobre 1880 à Breachwood Green – 12 septembre 1845 à Luton) est un footballeur anglais, qui réalise l'intégralité de sa carrière à Luton Town, devenant le premier joueur international de ce club. 

## Biographie
Il remporte la médaille d'or lors Jeux olympiques de 1908 avec la Grande-Bretagne, jouant trois matchs et inscrivant deux buts contre la Suède. 
Il joue par ailleurs cinq matchs avec l'équipe d'Angleterre.

## Palmarès
Grande-Bretagne olympique
- Jeux olympiques (1) :
  -  Or : 1908.